# تد واس
تئودور «تد» واس (انگلیسی: Theodore "Ted" Wass؛ ۲۷ اکتبر ۱۹۵۲) بازیگر سابق و کارگردان تلویزیونی آمریکایی است.